# دشمن (فیلم ۱۳۵۲)
دشمن فیلمی به کارگردانی خسرو پرویزی و نویسندگی احمد نجیب‌زاده محصول سال ۱۳۵۲ است.

## خلاصه داستان
عده ای پس از بازی قمار در جادهٔ حاشیهٔ نخلستان، حبیب (ذکریا هاشمی) را زیر اتومبیل بشیر (ناصر ملک مطیعی) می‌اندازند و او جان می‌دهد. وجیه (نوش آفرین)، همسر حبیب، و پدر او (محمدتقی کهنموئی) با شکایت خود بشیر را به زندان می‌اندازند؛ اما بشیر به قید ضمانت آزاد می‌شود. وجیه برای تأمین معاش پسرش ممل (شهرام ثمینی پور) و پدر شوهرش در جستجوی کار است؛ اما مؤفق نمی‌شود کار آبرومندی بیابد. او به توصیهٔ یکی از دوستانش خوانندهٔ کابارهٔ خلیج فارس می‌شود. بشیر مراقب او است، و از طریق دوستش کاظم (مرتضی عقیلی) برای آنها پول می‌فرستد. وجیه به تدریج به بی گناهی و صداقت بشیر پی می‌برد. زنی که دوست قادر (حسین گیل) است فاش می‌کند که حبیب به دست قادر کشته شده و سپس توسط او زیر اتومبیل بشیر انداخته شده‌است. بشیر با قادر درگیر می‌شود، و در نزد اهل محل او را وادار به اعتراف می‌کند.

## بازیگران
- ناصر ملک مطیعی
- نوش‌آفرین
- مرتضی عقیلی
- حسین گیل
- محمدتقی کهنمویی
- گیتی فروهر
- پریسا
- مستانه
- زکریا هاشمی
- علی دهقان
- شهرام ثمینی پور
- ساغر